# Движение Сопротивления (Греция)
Движение Сопротивления в Греции (греч. Εθνική Αντίσταση) — борьба греческого народа против оккупантов и коллаборантов во время Второй мировой войны. Греческое Сопротивление считается одним из самых сильных движений сопротивления в оккупированной нацистами Европе.

## Оккупация

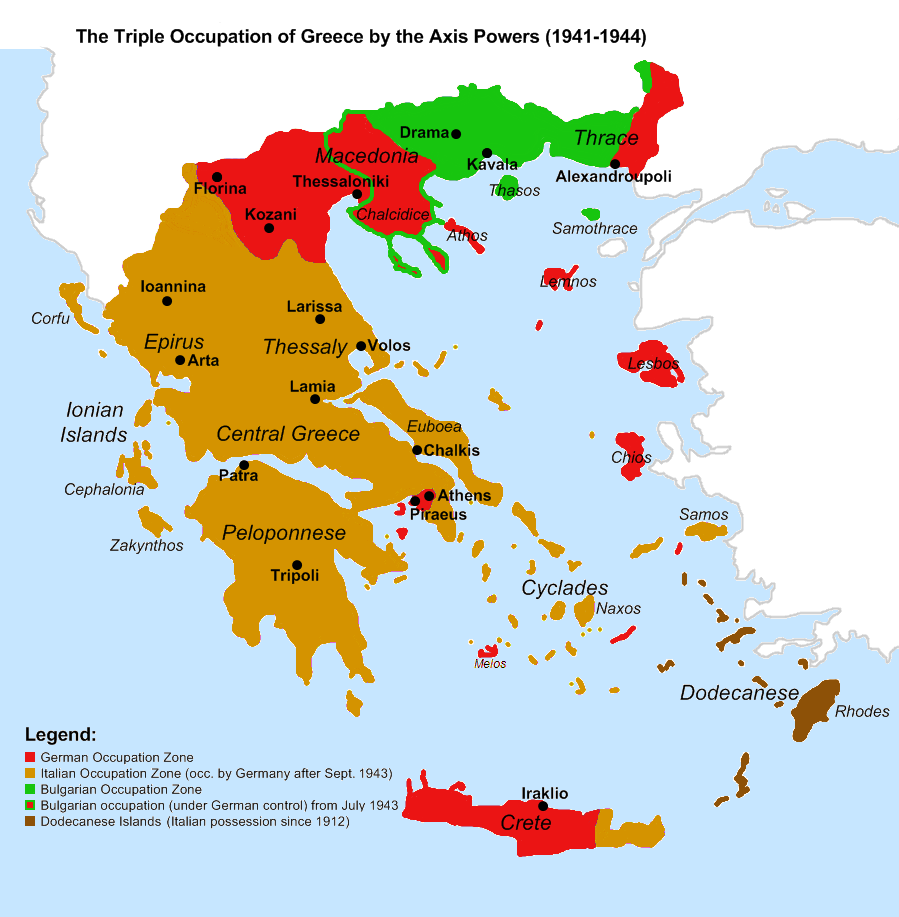
Тройная оккупация Греции

Начало движения сопротивления в Греции был вызвано вторжением и оккупацией Греции нацистской Германией и её союзниками — Италией и Болгарией. После неудачной попытки подчинения Италией в 1940 году в апреле 1941 года последовало вторжение немецко-итало-болгарских войск и оккупация всей страны. Король Греции Георг II и правительство эвакуировались в Египет, где  было образовано так называемое «правительство в изгнании». Страны была разделена на две оккупационные зоны: немецкую и итальянскую. Немецкая зона включала 2/3 префектуры Эврос, Центральную и Западную Македонию, все острова Северного Эгейского моря, кроме Тасоса и Самофракии, Аттику, Крит (кроме префектуры Лассити, находившейся под управлением Италии) и Киклады. Итальянская зона включала всю остальную Грецию.
30 апреля в Афинах было образовано правительство генерала Георгиос Цолакоглу, которое официально провозгласило создание «Греческого государства». В этот же день представители двух политических фракций парламента (венизелисты и Народная партия) признали его правительство как «правительство национальной необходимости». Тем временем британцы и король Георг поспешили осудить Цолакоглу как «греческого квислига». Большинство чиновников и некоторые генералы и офицеры греческой армии стали служить новому пронемецкому правительству и государству. Однако ему не хватало общественной поддержки, так как оно было слишком зависимым от немецкой и итальянской оккупационной власти.
Немецкие оккупационные силы насчитывали 100–120 000 человек, итальянские — 140 000 человек. Болгарских солдат вместе с комиссарами насчитывалось около 40 тысяч. Завоеватели, особенно немцы и болгары, тратили на свое содержание ресурсы страны. В то же время Греция была вынуждена выплатить оккупационным силам крупные суммы денег на покрытие их расходов на содержание. Окончательно коллаборантское правительство дискредитировало себя неспособностью предотвратить переход большей части Греческой Македонии и Западной Фракии к Болгарии. Оккупационный режим и коллаборантское правительство ассоциировались с галопирующей инфляцией, острой нехваткой продовольствия и также голодом.

## Начало сопротивления
Первый акт сопротивления в Греции состоялся в Афинах в ночь на 30 мая 1941 года, ещё до конца Критской операции. Двое молодых студентов, Апостолос Сантас, студент юридического факультета Афинского университета, и Манолис Глезос, студент Афинского университета экономики и бизнеса, тайно вылезли на северо-западный склон Акрополя и сорвали нацистский флаг со свастикой, который был там установлен.
В то время как греческое правительство в Каире было практически отрезано от страны, греки начали искать пути и формы сопротивления завоевателям. Постепенно сопротивление захватчикам начало распространяться и организовываться. Летом 1941 года в Афинах был создан «Всегреческий Союз Сражающейся Молодёжи» (греч. Πανελλήνιος Ένωσις Αγωνιζομένων Νέων – ΠΕΑΝ), которым руководил офицер авиации Костас Перрикос. 11 сентября 1941 года было объявлено о создании Национальной демократической греческой лиги (ЭДЕС). Политическим руководством ЭДЕС руководил генерал Николаос Пластирас, а военным руководителем стал полковник Наполеон Зервас. 27 сентября 1941 года четырьмя партиями (Коммунистической партии Греции, Социалистической партии Греции, Союза народной демократии, Аграрной партии Греции) был основан Национально-освободительный фронт Греции (ЭАМ). В октябре 1942 года была основана организация Национального и социального освобождения (ЕККА). В области Флорина с декабря 1943 по май 1944 года действовал Славяномакедонский народно-освободительный фронт.

### Основные организации Сопротивления
| Название организации                                                                     | Политическая ориентация                                            | Политические лидеры                                 | Военные силы                                                                          | Военные лидеры                          | Количество                     |
| ---------------------------------------------------------------------------------------- | ------------------------------------------------------------------ | --------------------------------------------------- | ------------------------------------------------------------------------------------- | --------------------------------------- | ------------------------------ |
| Национально-освободительный фронт Греции (Ethnikó Apeleftherotikó Métopo/ΕΑΜ)            | Коммунистическая партия Греции и другие левые партии и организации | Георгиос Сиантос                                    | Народно-освободительная армия Греции (Ellinikós Laikós Apeleftherotikós Stratós/ELAS) | Арис Велухиотис, Стефанос Сарафис       | 100 000 вооружённых повстанцев |
| Народная республиканская греческая лига (Ethnikós Dimokratikós Ellinikós Sýndesmos/EDES) | венизелизм, республиканизм, социализм, антикоммунизм               | Николаос Пластирас (номинально), Комнинос Пиромаглу | Народные группы греческих повстанцев (Ethnikés Omádes Ellínon Antartón/EOEA)          | Наполеон Зервас                         | 14 000                         |
| Национальное и социальное освобождение (Ethnikí Kai Koinonikí Apelefthérosis/EKKA)       | венизелизм, республиканизм, либерализм, антикоммунизм              | Георгиос Карталис                                   | Полк эвзонов 5/42                                                                     | Димитриос Псаррос и Эврипидис Бакирдзис | 1 000                          |

Формы борьбы сил Сопротивления с оккупантами были разнообразны. Массовый характер имели саботаж экономических, политических и военных мероприятий оккупационной и коллаборационистской власти. Проводились забастовки, демонстрации, но главной формой сопротивления стала вооружённая борьба.

## Начало вооружённого сопротивления
Первое массовое вооружённое выступление греческого народа произошло в районе Драмы, где болгарская оккупационная администрация методично пыталась провести болгаризацию жителей. Население отреагировало на попытку деэллинизации. 28–29 сентября 1941 года жители Драмы и окрестных сел восстали и свергли болгарскую власть. Это стихийное восстание было подавлено болгарскими оккупационными силами, которые коллективно наказали 3000 повстанцев в Драме, Просоцани, Хористи, Доксатоне, а также в окружающих деревнях. В горах Македонии в октябре 1941 года появились вооружённые отряды андартов (греч. αντάρτες — мятежники, повстанцы).
Ежедневные казни греков оккупационными войсками в отместку за спорадические акты сопротивления привели к осознанию, что только вооруженной борьбой можно противостоять оккупантам. С начала 1942 года вооружённое сопротивление стало принимать массовые формы. В феврале 1942 года центральный комитет ЭАМ принял решение о создании вооруженных повстанческих формирований, получивших название Народно-освободительная армия Греции (ЭЛАС) под командованием генерала Стефаноса Сарафиса. Эти первые партизаны стали действовать в Центральной Греции под командованием агронома из Ламии Танасиса Клараса, который выбрал псевдоним Арис Велухиотис. 7 июня партизаны ЭЛАС вошли в Домнисту в Эвритании и объявили жителям деревни о начале вооруженной борьбы против захватчиков.
9 сентября 1942 года в районе Реки в Фокиде произошел первый бой между партизанами Велухиотиса и итальянскими оккупантами, закончившийся победой партизан. 21 октября 1942 года повстанцы столкнулись с итальянцами в деревне Кричелло и разогнали действовавший в этом районе итальянский отряд. 5 декабря 1942 года они разбили итальянскую фалангу в районе Хрисоса, а 18 декабря 1942 года устроили засаду на авангард итальянского полка возле Микро Хорио, нанеся противнику большие потери.

## Разрастание вооружённого сопротивления
На обширных территориях горной Центральной Греции повстанцы разоружают жандармерию и, став абсолютными хозяевами, начинают в деревнях организовывать власть ЭАМ. При сотрудничестве населения и повстанцев создавались органы нового самоуправления, выборные суды, народная полиция, то есть свободное государство. Новые институты власти, созданные ЭАМ, пытались модернизировать экономические и социальные структуры на коммунистических принципах.
В то же время, с созданием ЭЛАС, 28 июля 1942 года полковник Наполеон Зервас объявил о создании Национальных групп греческих повстанцев (ЭOЭA) как вооруженного подразделения ЭДЕС. Первые повстанческие силы Зерваса действовали в районе Валтос, в Этолоакарнании. Наконец, третья организация сопротивления, ЭKKA, в свою очередь создаёт повстанческий отряд во главе с Димитриосом Псарросом, действовавший преимущественно в районе Гьоны.
В сентябре 1942 года английский контингент Британской военной миссии (БСА) во главе с полковником Майерсом тайно высадился в Греции, установил контакты с различными партизанскими группами и сумел скоординировать их действия. Результатом этой координации стал взрыв моста Горгопотамос 25 ноября 1942 года. Во акции приняли участие 120 бойцов ЭЛАС, 65 бойцов ЭOЭA и 12 английских коммандос под руководством Велухиотиса и Зерваса. Взрыв моста задержал на несколько недель снабжение немцев, сражавшихся в Африке и поднял боевой дух греков.
С начала 1943 года вооруженное сопротивление в сельской местности усилилось. 12 февраля 1943 года произошёл бой при Оксинии, недалеко от деревни Оксиния, расположенной в районе Каламбаки, во время которого силы ЭЛАС уничтожили итальянскую фалангу из 350 солдат, ранее разграбившую деревню. В начале марта партизаны ЭЛАС взорвали железнодорожный мост возле Кардицы. Итальянский гарнизон Кардицы, опасаясь нападения на свои казармы, отступил из города, в который вскоре после этого вошли подразделения ЭЛАС. Кардица была свободной с 11 марта по 11 октября 1943 года, когда ее отбили немцы. Рядом с Кардицей, на плато Неврополис Аграфон, 9 августа был создан партизанский аэродром, обеспечивавший снабжение партизанских отрядов союзными войсками.
С 4 по 7 марта произошли бои при Фардикампосе в районе Сиатисты. Итальянцы понесли значительные потери. Их положение в этом районе стало шатким, в результате чего через некоторое время они были вынуждены покинуть город Гревена. Чуть позже последовало освобождение Карпенисиона, в результате которого уже в середине 1943 года в горах центральной Греции образовалась свободная зона.
Пока повстанцы действовали в горах, в городах борьба приняла иную форму. 28 февраля 1943 года похороны поэта Костиса Паламы превратились в стихийную демонстрацию афинян против завоевателей. 5 марта 1943 года всеобщая забастовка в столице не позволила отправить греческих рабочих в Германию для работы на тамошних заводах. 25 марта 1942 года а Афинах прошла первая студенческая демонстрация. 22 апреля  первая всеобщая забастовка государственных служащих застала врасплох как правительство Цолакоглу, так и оккупационные власти. 22 июля демонстрация протеста против запланированного вторжения болгар в Салоники была подавлена немецкими танками. 22 сентября членам организации сопротивления ПЕАН (Всегреческий союз борющейся молодежи), сотрудничавшей с англичанами, удалось взорвать штаб фашистской организации ЭСПО (Национал-социалистическая патриотическая организация) в центре Афин.
Решающим событием в развитии движения сопротивления стала капитуляция Италии в сентябре 1943 года. Немцы были вынуждены заменить итальянцев в своей зоне ответственности, еще больше рассредоточив свои силы. Кроме того, партизанским отрядам была передана часть вооружения итальянских дивизий, действовавших в Греции. Итальянская дивизия Пинероло, действовавшая в центральной Греции, передала ЭЛАС своё вооружение, что позволило значительно увеличить численность партизан.

## Борьба ЭАМ против ЭДЕС и ЭККА
Пытаясь установить полный контроль над движением сопротивления, ЭАМ и ЭЛАС неизбежно должны были столкнуться с другой сильной организацией сопротивления – ЭДЕС, действовавшей преимущественно в Эпире. ЭАМ обвинила ЭДЕС в сотрудничестве с коллаборантами и захватчиками. В октябре 1943 года ЭЛАС начала нападения на отряды ЭДЕС. Эти нападения спровоцировали гражданскую войну, которая продлилась до февраля 1944 года. В связи с агрессивной политикой ЭАМ некоторые силы в ЭДЕС пошли на перемирие с оккупантами и коллаборантами и действовали совместно против ЭЛАС. В апреле 1944 года ЭЛАС после ожесточенных боев нейтрализовала силы повстанцев ЭККА в районе Гьоны. Полковник Димитриос Псаррос взят в плен и при невыясненных обстоятельствах убит партизаном ЭЛАС. В то же время ЭЛАС организует крупномасштабную атаку на повстанческие части ЭДЕС и ограничивает их частью Эпира. Таким образом, накануне освобождения ЭЛАС доминировала в сельской местности Греции.

## Конфликт ЭАМ и правительства в изгнании
ЭАМ считала своей задачей создание своего правительства не подконтрольного королевскому эмигрантскому. 10 марта 1944 года был сформировали Политический комитет национального освобождения (греч. Πολιτική Επιτροπή Εθνικής Απελευθέρωσης – ΠΕΕΑ), на который возлагались функции временного правительства. 15 марта ПЭЭА известил эмигрантское правительство в Каире о своём создании. По настоянию короля эмигрантское правительство Эммануила Цудероса не только не откликнулось на обращение, но и скрыло факт его создания. Британское правительство постаралось урегулировать конфликт, и с 17 по 20 мая неподалёку от Бейрута состоялось совещание представителей эмигрантского правительства, ЭАМ, ЭДЕС и ряда других политических партий, результатом которого явилось так называемое Ливанское соглашение и создание коалиционного правительства, в котором ЭАМ получаа 25% министерских портфелей.

## Продолжение вооружённой борьбы
Осенью 1943 года немецкие оккупанты, перенявшие контроль на территории Греции от итальянцев, перешли к широкомасштабным действиям против партизан. В середине октября они начали наступление в районе Мецово, Каламбаки, пытаясь восстановить контроль над автомагистралью Каламбаки — Янина, соединяющую Эпир с Фессалией. Затем карательные операции оккупантов охватили и Западную Македонию. Вместе с ними действовали отряды жандармерии и «батальоны безопасности» Греческого государства.  В этот период произошло множество боёв, важнейшими из которых были бой при Дервенохории, бой при Глогове, бой при Калаврите, бой при Стимфалии, бой при Амфилохии, бой при Агорелице, бой при Карутесе и битва за урожай.
На растущую волну сопротивления немцы ответили репрессиями, что привело к массовым казням мирного населения, массовым казням пленных и разрушению многочисленных деревень. По данным «Национальной солидарности», греческой организации сопротивления, которая играла роль Красного Креста во время войны, 49 188 греков были казнены немцами, итальянцами и болгарами. Но оккупантам не удалось уничтожить главные силы Народно-освободительной армии Греции. Более того, ЕЛАС, нанеся в ходе активной обороны существенные потери захватчикам, вскоре начала контрнаступление, вернула утраченные районы, перенесла свои действия ближе к крупным центрам и узлам коммуникаций.
В последние месяцы оккупации бои против оккупационных сил и их пособников происходили не только в горах, но и в городах. Например, бои при Кокинье в марте 1944 года в пригороде Афин Никея между силами ЭЛАС, которым помогали местные жители, и немцами и коллаборантскими батальоны безопасности, закончилась отступлением нацистской армии из района. Еще одним городским сражением в последний год оккупации стали бои при Кайсариани в апреле, когда ЭЛАС защищала свои позиции в пригороде Афин Кайсариани от нацистских коллаборантов.
ЭЛАС возросла до 50 тысяч повстанцев и контролировала две трети территории страны. 5 апреля главное командование ЭЛАС отдало приказ, согласно которому войска в апреле и мае развернули широкие наступательные операции по всей Фессалии, в Центральной и Западной Македонии, в районе Олимпа и Грамоса, в Центральной Греции и на полуострове Пелопоннес.

## Освобождение
В результате победоносного продвижения Красной Армии и занятия Румынии и Болгарии, немецкие вооружённые силы на Балканах оказались под угрозой окружения и были вынуждены постепенно оставлять территорию Греции. В середине октября последние части вермахта покинули страну. В оставляемые оккупантами населённые пункты вступали партизаны. Согласно устному соглашению Сталина и Черчиля Греция передавалась под контроль британских войск. К этому времени ЭЛАС контролировала территорию 31,5 из 33 областей Греции, а ЭДЭС — 1,5. 4 ноября 1944 года Греция была полностью освобождена от оккупантов.